# Césarisme
Le césarisme est un régime politique inspiré du gouvernement de type monarchique que voulait imposer Jules César à Rome, où le pouvoir est concentré entre les mains d’un homme fort, charismatique, appuyé par le peuple, de préférence chef militaire. Ce type de régime peut comporter une forte dimension démagogique, voire populiste, dans le sens où le chef tirerait officiellement sa légitimité directement du peuple et contre l'élite.

## AuXVIIIesiècle
Durant la Révolution française puis sous le Directoire, le Consulat puis les premier et second Empires, apparaissent en France des régimes qualifiés de « césarisme démocratique » pour désigner des gouvernements qui concentrent les pouvoirs au bénéfice de l'exécutif tout en s'appuyant sur le peuple à chaque opération politique majeure, en utilisant des procédés de démocratie semi-directe, tels que le référendum, pour en faire des plébiscites (plébiscites napoléoniens).
Selon certains, les apparences démocratiques cachent alors la réalité du césarisme : la confusion des pouvoirs au profit d'un organe incontrôlé, définition même de l'autoritarisme.

## AuXIXesiècle
La politique de Napoléon III sous le Second Empire qui mêle un régime autoritaire et une politique sociale volontariste, avec notamment la loi Ollivier de 1864, peut être décrite comme une forme de « césarisme social ». Selon l'historien Louis Girard, cette politique vise notamment à rallier les ouvriers au régime face aux patrons libéraux hostiles.
Georges Clemenceau résumait le césarisme en ces termes : « Rendez à César ce qui est à César… et tout est à César ! »

## AuXXesiècle
Benito Mussolini multipliait les références à l'Empire Romain affirmant notamment « Dans cinquante ans, Rome devra apparaître merveilleuse à tous les peuples du monde ; vaste, ordonnée, puissante, comme elle l'était aux temps du premier Empire d'Auguste ».
Antonio Gramsci nomme « césarisme » l'issue possible d'une crise organique ou conjoncturelle se concrétisant par l'irruption d'une « grande personnalité » revendiquant être le sauveur de la nation. A travers cette notion, il désigne d'abord Benito Mussolini avec ironie en raison de la comparaison souvent effectuée entre César et lui. Il insère également sous cette appellation Napoléon Ier, Napoléon III et Bismarck. Cela n'est pas sans rappeler le « bonapartisme » évoqué par Karl Marx dans Le 18 Brumaire de Louis Bonaparte (1852). Gramsci différencie plusieurs sortes de césarisme : ainsi, il attribue à Napoléon Ier un rôle historique progressiste puisqu'il a ouvert la voie à un renforcement institutionnel de la nouvelle civilisation bourgeoise française, quand il reproche à Mussolini, Bismarck et Napoléon III d'être du mauvais côté de l'Histoire en ayant contenu la contestation ouvrière et empêché la révolution. Selon Gramsci, les racines du césarisme se situeraient au niveau d'une « crise d'autorité » qui est aussi une crise de représentation : en effet, il arrive que les groupes sociaux ne s'identifient plus aux partis politiques qui deviennent donc « anachroniques » et qu'une « solution césariste » puisse émerger. Dans le cas italien, Gramsci situe les causes de cette désintégration sociopolitique dans l'expérience déstabilisatrice de la Première Guerre mondiale : les grandes masses paysannes obligées de combattre alors qu'elles avaient été passives lors du Risorgimento. Le césarisme est un phénomène macrosocial et ne peut être entraîné par l'émergence d'un individu : ce phénomène remplit donc une fonction politique. Par ailleurs, Gramsci évoque la possibilité d'un « césarisme sans César » mais mis en œuvre par un collectif à l'instar du Gouvernement national britannique réunissant conservateurs et travaillistes.

## AuXXIesiècle
Selon Christian-Georges Schwentzel, au XXIe siècle, Vladimir Poutine, Donald Trump et Recep Tayyip Erdoğan reprennent en partie à leur compte ce modèle césarien en l'adaptant, répondant en même temps à un désir d'autorité et de grandeur émanant de leurs peuples,.